# 19713 Ibaraki
19713 Ibaraki este un asteroid din centura principală de asteroizi.

## Descriere
19713 Ibaraki este un asteroid din centura principală de asteroizi. A fost descoperit pe 3 octombrie 1999 la Stația Anderson Mesa în cadrul programului LONEOS. Asteroidul prezintă o orbită caracterizată de o semiaxă mare de 3,14 ua, o excentricitate de 0,10 și o înclinație de 5,5° în raport cu ecliptica.